# Liste der Monuments historiques in Mailly-Champagne
Die Liste der Monuments historiques in Mailly-Champagne führt die Monuments historiques in der französischen Gemeinde Mailly-Champagne auf.

## Liste der Objekte
| Bezeichnung                        | Beschreibung                          | Standort                        | Kennzeichnung | Schutzstatus | Datum | Bild |
| ---------------------------------- | ------------------------------------- | ------------------------------- | ------------- | ------------ | ----- | ---- |
| Gemälde Heiliger Fiacrius          | Ölfarbe auf Leinwand, 17. Jahrhundert | in der Kirche St-Calixte (Lage) | PM51003587    | Classé       | 1989  |      |
| Skulptur Sitzende Madonna mit Kind | Stein, 16. Jahrhundert                | in der Kirche St-Calixte (Lage) | PM51000523    | Classé       | 1908  |      |
| Gemälde Kreuzigung                 | Ölfarbe auf Leinwand, 17. Jahrhundert | in der Kirche St-Calixte (Lage) | PM51003586    | Inscrit      | 1989  |      |